# Ich habe den englischen König bedient (Film)
Ich habe den englischen König bedient ist ein tschechischer Spielfilm aus dem Jahre 2006. Er basiert auf dem gleichnamigen Roman von Bohumil Hrabal. Der Film kam am 21. August 2008 in die deutschen Kinos.

## Handlung
Der Film erzählt die pikareske Geschichte vom Auf- und Abstieg des Jan Dítě. Jan (alt) wird nach 15 Jahren Gefängnishaft entlassen und muss sich in einem verlassenen Grenzgebiet Tschechiens ansiedeln, wo Sudetendeutsche wohnten, bevor sie bei Kriegsende vertrieben wurden. Hier trifft er auf andere Verbannte, darunter einen Französischprofessor und eine Tänzerin, in die er sich verliebt und der er sein Leben zu erzählen beginnt. Vor Jahrzehnten begann Jan Dítě (jung) als Würstchenverkäufer auf einem Bahnhof (schwarzweiß, Stummfilm). Dann bediente er als Aushilfskellner in einem Restaurant, in dem er die Liebe in Gestalt einer vom Regen durchnässten Prostituierten sowie einen Handelsvertreter kennenlernt. Dieser empfiehlt ihn weiter ans Hotel Paříž, wo er die elegante Lebensart der Reichen kennenlernt und Oberkellner wird, indem er seinem Vorgänger ein Bein stellt, was diesen zu einem Wutausbruch veranlasst, durch den er sich disqualifiziert. Sein Chef Skřivánek (Martin Huba) kann sich rühmen, den englischen König bedient zu haben. Als jedoch der abessinische Kaiser einen Orden verleihen will, ist Skřivánek für den kleinen Kaiser zu groß. Der Orden landet am Hals von Jan Dítě, der ohnehin klein ist – und sich noch kleiner macht. Mittlerweile hat Jan Dítě (alt) ein völlig verfallenes deutsches Haus wieder schön hergerichtet und lädt dort den Professor und die Tänzerin zu einem Mahl, das im Vergleich zu den Gourmandisen der Vorkriegszeit nicht nur bescheiden, sondern ärmlich ist. Aber auch hier fehlt wie dort nicht die Beimischung des Erotischen zur Gaumenfreude.
Als Hitler das Sudetenland okkupiert, rettet Jan Dítě (jung) ein sudetendeutsches Mädchen vor dem Angriff tschechischer Jugendlicher, die ihr die weißen Kniestrümpfe wegnehmen wollen. Lisa ist ihrem Retter dankbar, will ihn aber nur heiraten, wenn sein Ariertum bewiesen und sein Sperma für tauglich befunden worden ist. Während die Nazis die restliche Tschechoslowakei besetzen und in das Protektorat Böhmen und Mähren verwandeln, ringt Jan Dítě sich eine Spermaprobe ab, wobei eine ältere Krankenschwester ihn mütterlich in den Arm nimmt. Durch seine Heirat mit Lisa kann Jan weiter unbehindert aufsteigen. Jan versucht vergeblich mit Lisa ein Kind zu zeugen. Während des Geschlechtsaktes hält sie den Blick starr auf ein Hitlerporträt gerichtet. Lisa wird Schwester an der Ostfront, Jan wird Kellner in einem Lebensborn-Hotel und bedient die Damen, die dort von „rassereinen“ Deutschen „im Gleichschritt“ geschwängert werden sollen. Als Lisa zurückkehrt, hat sie eine stattliche Sammlung von Briefmarken dabei, die sie in den Wohnungen deportierter jüdischer Familien gesammelt hat. Sie sollen das Startkapital für Lisa und Jan nach dem Krieg sein. 
Die den Frauen im Lebensborn-Hotel zugeführten Männer sind jetzt überwiegend Schwerkriegsverletzte, denen Beine, Arme oder Augen fehlen. Lisa stirbt bei dem Versuch, die Briefmarken aus dem von sowjetischen Bomben getroffenen und einstürzenden Hotel zu bergen. Jan findet sie unter Trümmern begraben, kann die Briefmarken retten und eröffnet nach dem Krieg sein eigenes Hotel. Als die Kommunisten jedoch nach drei Jahren an die Macht kommen, enteignen sie ihn und wollen ihn als Geschäftsführer des nun volkseigenen Hotels einsetzen. Aber er zeigt ihnen sein Sparbuch, in das 15 Millionen Kronen eingetragen sind. Für den Besitz jeder Million wird er zu je einem Jahr Haft verurteilt. Jan Dítě (alt), nun ganz allein in seinem Haus (der Französisch-Professor und die Tänzerin sind fortgezogen), kommentiert das damit, dass sein Wunsch, zu den Millionären zu gehören, so endlich in Erfüllung ging. Denn die saßen auch alle im Gefängnis.

## Drehorte
Der Film wurde unter anderem in Prag und Liberec gedreht. Die Szenen im Speisesaal des Hotel Paříž wurden im Obecní dům gedreht, die Hochzeit im Rathaus Liberec, für das Hotel Tichota wurde das Schloss Slapy verwendet.

## Kritiken
„Der Film springt zwischen den Zeiten, den Identitäten hin und her. Wenn in diesem Film reflektiert wird, dann ist das, bitte schön, wörtlich zu nehmen. Worte werden entbehrlich, na ja, für die Pointen taugen sie noch. Es ist Lust und Angst, sich darauf einzulassen. Dass man die Luft zwischen den Zähnen einziehen muss, wenn an Tabus gerührt wird, ist nichts anderes als körperliche Beteiligung am Film. «Ich habe den englischen König bedient» wäre witzig genug für den Goldenen Bären.“

## Auszeichnungen
Der Film war Wettbewerbsbeitrag auf der Berlinale 2007 und wurde mit dem FIPRESCI-Preis ausgezeichnet. Er gewann 2007 außerdem vier Böhmische Löwen als bester tschechischer Film des Jahres, Menzel für die beste Regie, Šofr für die beste Kamera und Darsteller Martin Huba für die beste Nebenrolle.